# Skarbkowie (gałąź moskiewska)

Herb Abdank Skarbków, wersja hrabiowska

Gałąź moskiewska Skarbków herbu Abdank – gałąź polskiego rodu Skarbków herbu Abdank z tytułem hrabiowskim nadanym w Carstwie Moskwiewskim.

## Geneza
Tytuł hrabiowski otrzymał Fryderyk Florian, który, nie mogąc potwierdzić tytułu odziedziczonego po przodkach, otrzymał nowy tytuł od cara Mikołaja I dnia 26 marca/7 kwietnia 1846 roku.

## Drzewo genealogiczne rodziny
- Fryderyk Florian ∞ 1) Prakseda Gzowska, 2) Pelagia Rutkowska 
  - 1) Józef
  - 2) Henryk Stanisław Leon ∞ Aleksandra Okęcka
    - Fryderyk Franciszek ∞ Róża Czyżewska
      - Stanisław Henryk ∞ Zofia Czecz
        - Jan Antoni Aleksander (ur. 1922) ∞ Maria Tyszkiewicz-Łohojska
          - Jan Piotr (ur. 1971) ∞ Jennifer Walker

        - Andrzej Karol (ur. 1925) ∞ 1) Shelagh de Fane Morgan, 2) Sheilagh Noel, 3) Marjorie Wallace
          - 1) Paweł (ur. około 1950)
          - 1) Karol Jan (ur. 1953)
          - 1) Andrzej Jerzy (ur. 1959)
          - 3) Sasza
          - 3) Stefan
          - 3) Dustin

    - Stanisław
    - Aleksander ∞ Felicja Szczepańska
    - Henryk

  - 2) Władysław

Linia Czerwono Ruska
Sulisław Skarbek +N.N
|
Jakub Skarbek + Fenna Buczacka
|
Jan Skarbek + Anna Litwinska h. Grzymała
|
Jan Skarbek + N.L Kłodnicka h. Sas
|
Rafał Skarbek + N.L Ostrowska h. Leliwa
|
Andrzej Skarbek + N.N
|
Rafał Skarbek + Jadwiga Piasecka h. Pierzchała 
|
Krzysztof Skarbek + Helena Gołyńska h. Rawicz
|
Antoni Skarbek + Zofia Lipska h. Grabie
|
Rafał Skarbek + Teresa Bogusz h. Półkozic 